# غورهام (نيويورك)
غورهام (بالإنجليزية: Gorham, New York)‏ هي بلدة أمريكية تقع في الولايات المتحدة في مقاطعة أونتاريو، نيويورك. يقدر عدد سكانها بـ 4,274 نسمة ومساحتها 137.8 كم2 وترتفع عن سطح البحر 328 متر.